# Auto-GPT
 (avril 2023).
Auto-GPT est un logiciel open-source permettant d'instancier des agents autonomes basés sur l'intelligence artificielle (IA). Lorsqu'on lui fournit par écrit un objectif, il peut tenter de l'atteindre en le divisant en sous-tâches et en utilisant internet et d'autres outils dans une boucle automatique. Il utilise les API GPT-4 ou GPT-3.5 d'OpenAI et fait partie des premiers exemples d'application utilisants GPT-4 pour effectuer des tâches autonomes.

## Description
Contrairement aux systèmes interactifs tels que ChatGPT, qui nécessitent des commandes manuelles pour chaque tâche, Auto-GPT s'assigne de nouveaux objectifs dans le but d'atteindre un objectif plus grand, sans avoir besoin d'une intervention humaine. Il est capable d'exécuter des prompts pour atteindre un objectif et, ce faisant, créera et révisera ses propres prompts de manière récursive en fonction des réponses reçues. Il peut faire des recherches sur Internet.
Le résultat peut être présenté dans un fichier ou publié en ligne.

## Historique
Auto-GPT a été lancé le 30 mars 2023 par Toran Bruce Richards, le fondateur de la société de jeux vidéo Important Gravitas Ltd. Il est devenu le dépôt le plus tendance sur GitHub peu de temps après sa sortie, et l'a également été à plusieurs reprises sur Twitter depuis.

## Questions
Il n'est pas certain qu'Auto-GPT trouvera une adoption pratique. En plus d'être en proie aux "hallucinations confabulatoires" du modèle de langage sous-jacent, Auto-GPT a souvent du mal à rester concentré sur la tâche initiale, deux problèmes que les développeurs continuent d'essayer de résoudre. Après avoir terminé avec succès une tâche, il ne se souvient généralement pas comment la reproduire pour une utilisation ultérieure. Auto-GPT a du mal à décomposer efficacement les tâches et a du mal à comprendre les contextes des problèmes et la façon dont les objectifs se chevauchent.

## Applications
Les développeurs ont créé AgentGPT, qui intègre AutoGPT dans son navigateur Web, permettant aux non-programmeurs de créer leurs propres agents. Auto-GPT a également été utilisé pour créer ChaosGPT, ayant pour objectif de détruire l'humanité, ce qu'il n'a visiblement pas encore atteint.
En 2024, Microsoft présente AutoDev, qui se base sur Auto-GPT pour gérer des tâches complexes dans le développement logiciel,.